# Brennsee
Brennsee är en sjö i Österrike.   Den ligger i förbundslandet Kärnten, i den centrala delen av landet. Brennsee ligger 746 meter över havet. Arean är 0,41 kvadratkilometer. Den sträcker sig 1,1 kilometer i nord-sydlig riktning, och 0,7 kilometer i öst-västlig riktning.
Följande samhällen ligger vid Brennsee:
- Feld am See